# حكاية نص الليل (فلم)
حكاية نص الليل  فيلم تشويق وإثارة وجريمة مصري  عن قصة وسيناريو وإخراج عيسى كرامة عام 1964 وكتب الحوار المؤلف عبد الفتاح السيد. الفيلم من بطولة عماد حمدي، روحية خالد، توفيق الدقن، إستيفان روستي، زيزي البدراوي، يوسف شعبان وسمير صبري  وتدور الأحداث حول خلافات عائلة الروائي الثري شاكر الذي يوجد مخنوقاً في مكتبه ويحار مفتش المباحث في كشف الجريمة.
صدر الفيلم إلى دور العرض المصرية في 21 يوليو 1964.
منح موقع قاعدة بيانات الأفلام العربية «السينما.كوم» الفيلم درجة 5.3/ 10.

## طاقم التمثيل
عماد حمدي: في دور محمود سامي (مفتش المباحث)
روحية خالد: في دور دولت منير
توفيق الدقن: في دور غريب (خادم الأسرة)
إستيفان روستي: في دور شاكر بيه منير (الروائي الثري)
زيزي البدراوي: في دور منى شاكر منير
يوسف شعبان: في دور كمال (حبيب منى)
سمير صبري: في دور طاهر سامي منير
إحسان شريف: في دور سميحة هانم (زوجة شاكر)
نجوى فؤاد: في دور ابتسام حافظ (السكرتيرة)
ممدوح صادق: في دور سامي منير (شقيق شاكر بيه)
أحمد مرسي: في دور مساعد مفتش المباحث
بالاشتراك مع: إبتسام حلمي - حسين ياقوت - عيد عبد المجيد - عبد العظيم شعلان - مصطفى عز الدين - جميل غالي 

## حادث لبطل الفيلم
توفي استيفان روستي في  12 مايو 1964 بعد أن انتهى من تصوير فيلمه الأخير «حكاية نص الليل». بعد انتهاء آخر يوم في التصوير ذهب إلى بيته بشارع طلعت حرب وقبل أن ينام شعر بتعب وفي الساعة الثانية صباحًا لفظ أنفاسه الأخيرة، وكان يعاني من ذبحة صدرية قبل وفاته بعدة سنوات.
كان هناك شائعة في أوائل عام 1964 عن وفاة إستيفان روستي بينما كان في الإسكندرية في زيارة أحد أقاربه، وسارعت نقابة الممثلين بإقامة حفل تأبين للراحل الذي وصل إلى مقر النقابة وسط ذعر الموجودين ثم سمعت زغاريد أطلقتها ماري منيب وسعاد حسين ونجوى سالم. ولكنه توفي بعد هذه الحادثة بأسابيع قليلة.

## أحداث الفيلم
تبدأ الأحداث بجريمة تتم ليلاً في مكتب شاكر منير (إستيفان روستي) حيث كان يجلس يبحث في أوراقه ليتقدم القاتل ليخنقه ويتركه وغرفته مقلوبة رأساً على عقب وخزانته مفتوحة ومحتوياتها مبعثرة. تعود الأحداث لوقت غير بعيد والكاتب شاكر بك يجادل زوجته، المقعدة على كرسي متحرك، سميحة هانم (إحسان شريف) ثم تعنفه شقيقته دولت هانم (روحية خالد) وتطالبه بنصيبها من أموال العائلة التي استولى عليها. يدعي شاكر إنفاق نصيب شقيقته دولت على علاجها بالمستشفيات بعد إدعاء جنونها ليتم الحجر عليها، وهي السيدة التي تخطت الخمسين من العمر ولم تتزوج بعد. تثور دولت وتذكره بأنه كاتب روائي فاشل يكتب الروايات ويطبعها ليوزعها على أصدقائه. يستقبل شاكر السكرتيرة الجديدة ابتسام حافظ (نجوى فؤاد) التي جاءت تلبية لإعلان نشره شاكر بالصحف، ولكن سميحة لا ترضى عن السكرتيرة وتشتكي لشقيقها ومحاميها رفعت سليم. يحمل المحامي رفعت أخبار تفاوضه مع سامي منير (ممدوح صادق) شقيق منير ووالد طاهر (سمير صبري) لشراء أرض سامي تسديداً لديونه لشقيقه شاكر. يلتقي طاهر بابنة عمه وحبيبته منى شاكر (زيزي البدراوي) في النادي وهو ينتظر يوم ارتباطه بها. يظهر في النادي العضو الجديد والشاب الوسيم كمال (يوسف شعبان) الذي يبدي اعجابه بمنى. ترفض سميحة قبول السكرتيرة الجديدة وعندما تتوسط منى تثور سميحة وتعيب عليها عدم وقوفها في صفها لأنها زوجة الأب وليست الأم. يطلب سامي من شقيقه سلفة 3 آلاف جنيه ويطلب شاكر منه توقيع إيصال أمانة. تستمر سميحة في الشكوى من تصرفات زوجها شاكر بينما توجه إبتسام نظر سميحة إلى أهمية الاهتمام بمظهرها كي تلفت نظر الزوج. يراقب جميع أهل البيت التابع غريب (توفيق الدقن) ولا يتكلم كثيراً وأيضا لا يبتسم بالمرة ولكنه في نظر أهل البيت هو واحد من العائلة. تستجيب سميحة لنصيحة إبتسام وتضع مساحيق التبرج ولكن يقابلها شاكر بالسخرية والضحك، وتسارع سميحة بكرسيها المتحرك إلى غرفة نومها، وللمفاجأة تنهض واقفة وتستخرج من بين ثيابها مسدس. يواصل شاكر اهتمامه بابتسام ويهديها سوار غالي الثمن وهو يتوقع انجذابها اليه في القريب. تقوم ابتسام بالقراءة لسميحة هانم وتلاحظ تحركات غريبة بين غريب ودولت هانم التي تبحث عن محامي يمثلها لاسترداد أموالها من شاكر. تبدأ العلاقة بين منى وكمال تتصاعد، ويبدأ طاهر في الشك والحيرة، وعلى صعيد آخر تتوطد علاقة شاكر بسكرتيرته إبتسام ويسلمها مفتاح يمكنها من الدخول والخروج دون أن يلحظها أهل البيت. يراقب كل هذه الأمور من بعيد التابع الصامت «غريب». يقيم شاكر حفل عيد ميلاد منى ويسلمها هدية عيد ميلادها وهي ورقة عليها توقيعه بتسليمها مبلغ 21 ألف جنيه في أي وقت تريد، كما يعلن موعد زواجها من ابن عمها طاهر بعد أسبوع. يسمع هذه الكلمات كمال وينسحب من الحفلة. يواجه شاكر أشقائه سامي ودولت بما عرفه من بحثهم الدائم ومحاولتهم رفع دعوى متهمينه بتبديد أموالهم، يحتد الجميع وينتهي الموقف بطرد شاكر لضيوفه بأسلوب غير لائق. تتمكن منى من مصارحة والدها بحبها لكمال ولكنه يرفض بدعوى أنه شاب متسلق يطمع في ثروتها. تهجر منى بيتها للقاء حبيبها كمال وعقد زواجهم رغماً عن موافقة والدها، ويصاب شاكر بأزمة قلبية وينصح الطبيب بالعلاج والراحة تحت رعاية إبتسام. يستدعي شاكر المحامي رفعت ويبلغه بتغيير وصيته لصالح الجمعيات الخيرية. تتطور الأحداث ويصبح جميع أفراد العائلة في وضع العدو المتربص بشاكر.
تعود الأحداث لما كان بعد مقتل شاكر مخنوقاً في مكتبة، ويباشر مفتش المباحث محمود سامي (عماد حمدي) التحقيق مع أهل البيت وكل أقارب القتيل، ويطلب من الجميع البقاء في البيت الكبير حتى يتم التحقيق معهم فرداً فرداً. في صباح اليوم التالي يكتشف الجميع جثة دولت مقتولة بنفس طريق الخنق. للشابك الخيوط حتى يكتشف المفتش محمود أن القاتل هو كمال.

## روابط خارجية
- حكاية نص الليل على موقع IMDb (الإنجليزية)
- حكاية نص الليل على موقع الدهليز
- حكاية نص الليل على موقع قاعدة بيانات الأفلام العربية
- حكاية نص الليل على موقع قاعدة بيانات الفيلم (الإنجليزية)
- حكاية نص الليل على موقع الدهليز
- حكاية نص الليل على موقع كاروهات

https://www.peliplat.com/es/library/movie/pp12396878 حكاية نص الليل (فيلم)
https://www.csfd.cz/film/742992-hekayet-nus-el-lail/hraji/ حكاية نص الليل (فيلم)
https://flyx.me/movie/5d3411cc873b0f301982375b/a-tale-of-midnight نسخة محفوظة 1 أكتوبر 2023 على موقع واي باك مشين. حكاية نص الليل (فيلم)